# Isobutylheptanoat
Isobutylheptanoat ist eine organische Verbindung aus der Gruppe der Carbonsäureester. Sie leitet sich von Isobutanol und Heptansäure ab.

## Herstellung
Bei der Carbonylierung von 1-Hexen mit Bis(triphenylphosphin)palladium(II)-chlorid, Triphenylphosphin und Aluminiumchlorid in Gegenwart diverser Alkohole entstehen überwiegend die Ester der Heptansäure, mit Isobutanol also Isobutylheptanoat.

## Verwendung
Isobutylheptanoat ist in der EU unter der FL-Nummer 09.092 als Aromastoff für Lebensmittel zugelassen.